# Colubraria testacea
Colubraria testacea là một loài ốc biển, là động vật thân mềm chân bụng sống ở biển thuộc họ Colubrariidae.